# Lore Diehr
Lore Diehr, geborene Barthelmann (* 4. Februar 1921 in Berlin), ist eine deutsche Antifaschistin und war während des Zweiten Weltkriegs Widerstandskämpferin gegen den Nationalsozialismus. Sie gehörte zu einer namenlosen Widerstandsgruppe, die sich aus dem Sportverein Blau-Weiß entwickelte und der Saefkow-Jacob-Bästlein-Organisation, der Widerstandsgruppe um Anton Saefkow, Franz Jacob und Bernhard Bästlein nahestand.

## Frühes Leben und politische Prägung
Lore Diehr wurde als Lore Barthelmann als Tochter von Käthe Barthelmann und Fritz Barthelmann geboren. Sie wuchs in der Skalitzer Straße in Kreuzberg auf und besuchte eine weltliche Schule in Neukölln, auf die vor allem Kinder sozialistischer Arbeiter gingen. Als die Schule 1933 durch die Nationalsozialisten geschlossen wurde, kam sie auf eine andere weltliche Schule in der Dieffenbachstraße in Kreuzberg. Als diese Schule ein Jahr später ebenfalls geschlossen wurde, wurde sie in eine christliche Schule in der Britzer Straße verwiesen. Lore Diehr wuchs in einem sozialistischen Elternhaus auf. Ihre Mutter Käthe Barthelmann arbeitete vor Kriegsbeginn für eine jüdische Schneiderin und war spezialisiert auf Perlenstickerei. Ihr Vater Fritz Barthelmann war gelernter Tischler bis 1933 aktiver SPD-Stadtverordneter. Schon früh trat Lore Diehr daher der SPD-nahen Freien Turnerschaft bei, die sich nach der Machtübernahme der Nationalsozialisten in Blau-Weiß umbenannte.
Nach ihrem Volksschulabschluss absolvierte sie eine Lehre als Schneiderin. Den Eintritt in den nationalsozialistischen Bund Deutscher Mädel (BDM) verweigerte sie.

## Antifaschistischer Widerstand
Schon früh wurde das Leben von Lore Diehr durch die Nationalsozialisten geprägt: Am 30. Januar 1933 wurde ihr Vater auf offener Straße verhaftet und von der Gestapo in der damaligen Prinz-Albrecht-Straße (heute: Niederkirchnerstraße) gefangen gehalten. Daraufhin wurde er in das KZ Sonnenburg überstellt und erst 1935 entlassen. Auf seine Festnahme folgten Hausdurchsuchungen bei Familie Barthelmann, die Lore Diehr nachhaltig prägten. Nach der Freilassung des Vaters zog die Familie nach Berlin-Pankow. Um die Familie zu versorgen, eröffnete Käthe Barthelmann erst einen Tante-Emma-Laden in der Trelleborger Straße und daraufhin ein Kellergeschäft in der Herthastraße. Letzteres wurde zu einem geheimen Treffpunkt des antifaschistischen Widerstandes. Auch Gerda Kafka kaufte dort ein und holte Nahrung und Güter für die von ihr versteckten „Illegalen“ ab.
Nach der Machtübernahme Hitlers wurde der SPD-nahe Sportverein Freie Turnerschaft, dem Lore Diehr angehörte, in Blau-Weiß umbenannt. Der Verein unternahm viele Ausflüge in die Natur. Auf einer dieser Ausflüge trafen sie auf den KPD-nahen Verein Astoria und schlossen sich mit ihnen zusammen. Gemeinsam lasen sie Marx, diskutierten über politische Themen und schrieben und verteilten Flugblätter mit Sätzen wie „Tod den Spitzeln und Denunzianten“, oder „Berliner, seid tapfer! Fallt den Henkern des Deutschen Volkes in den Arm! Rettet, was uns noch verblieben ist!“ und dem kommunistischen Symbol Hammer und Sichel. Die Gruppe versteckte außerdem Waffen und brach Genossen, die an die Front abgezogen werden sollten, die Arme, um sie von ihrem Dienst zu befreien. Durch die Verbindung der Sportvereine trat ein Teil der Gruppe, unter ihnen Lore Diehr, in die KPD über.
1941/42 wurde Lore Diehr zum „Altmärkischen Kettenwerk“ (Alkett) dienstverpflichtet und musste dort Messer für Gewehrmündungen schleifen. Dabei stellte sie sich wissentlich so ungeschickt an und ließ sich zudem so häufig krankschreiben, dass sie schließlich nicht mehr dort arbeiten musste, sondern im Laden ihrer Mutter aushelfen und ihre politische Arbeit dort fortsetzen konnte. Im Mai 1944 versteckte die Familie Barthelmann den Widerstandskämpfer Gerhard Sredzki für ein Dreiviertel Jahr im Seitenflügel des Ladengeschäftes.
Am 5. Juni 1944 heiratete Lore Diehr den Genossen Paul „Polli“ Elsholz, der durch die Hochzeit den mörderischen Kämpfen nach der Invasion der Alliierten in der Normandie entging. 1948 bekam Lore Diehr mit ihm zusammen eine Tochter, die Ehe endete 1949.

## Kriegsende und Wiederaufbau
Zu Kriegsende 1945 versteckte sich der politische Widerstand um Lore Diehr, bestehend aus Gerhard Sredzki, Hanne Beyermann, Max Gamroth, Gerda Sredzki, Gertrud Beyermann und Lore Diehr in einer Gartenlaube der Beyermanns in Heinersdorf. Erst vor der russischen Besatzung gaben sie sich als sozialistische Widerstandsgruppe gegen den Nationalsozialismus zu erkennen und verließen ihr Versteck. Im gleichen Jahr wurde die Genossin Gerda Kafka von der SS erschossen, woraufhin Lore Diehr bis 1949 ihre zwei Kinder aufzog.
Nach Geburt ihrer Tochter arbeitete Lore Diehr als Schneiderin in Heimarbeit. Später begann sie bei Fortschritt, einer Schneiderfirma der DDR und daraufhin als Schreibkraft in der Güterstelle im RAW76 in der Revaler Straße. Als ehemalige Widerstandskämpferin trat sie nach Kriegsende in die Vereinigung der Verfolgten des Naziregimes (VVN) ein.